# ビルドアップ (企業)
株式会社ビルドアップは特殊造形、CG、VFXの制作会社。
テレビ番組、映画、CMなどの映像分野の他にも遊園地、博物館などの造形物製作やキャラクターデザインの企画制作など幅広い業種で活躍している。

## 歴史
1989年2月に設立された。
1995年、アメリカ進出と世界配給を目指し「スピードファイター」を企画。アメリカ支社設立。株式会社白組や株式会社リンクス（現在の株式会社リンクス・デジワークス）社から多くのクリエイターをヘッドハンティングする。荒牧伸志もこの当時、正社員として在籍していた。
2005年、ティー・ワイ・オーが買収して同社の子会社となる。
2008年1月7日、2007年10月にティー・ワイ・オー傘下になった円谷プロダクション、円谷エンタープライズと合併。円谷プロを存続会社とし、円谷プロの特撮製作セクションとして再スタートする。同時に代表の岡部淳也は円谷プロの代表取締役副社長に就任している。

## 代表作
- ゴジラvsビオランテ（1990年）ビオランテ制作
- ゴジラvsキングギドラ（1991年）ゴジラザウルス制作
- ケルベロス-地獄の番犬（1991年）プロテクトギア制作とCG
- UFO仮面ヤキソバン（1993年）スーツ制作
- 河童（1994年）
- マクロス7（1994年）オープニングCG
- 生命40億年はるかな旅（1994年）アノマロカリス再現ロボットならびに番組中CG映像制作
- スピードファイター（1995年）
- バーチャファイターCGムービー（1996年）
- D（1999年）
- 宇宙大作戦チョコベーダー（2001年）
- SPECTER（2005年）
- アキバちゃん（2007年）
- カネゴン（2008年『ウルトラ情報局』内）
- 鎧 サムライゾンビ（2009年）
- 大怪獣バトル ウルトラ銀河伝説 THE MOVIE（2009年）造形・VFX